# Linnea
Linnea  è un nome proprio di persona svedese e norvegese femminile.

## Varianti
- Svedese: Linnéa[1]
  - Ipocoristici: Linn[2], Nea[1][2]

### Varianti in altre lingue
- Finlandese: Linnea[2]
  - Ipocoristici: Nea[2], Neea[2]
- Inglese: Linnaea[4], Linnea[1]

## Origine e diffusione

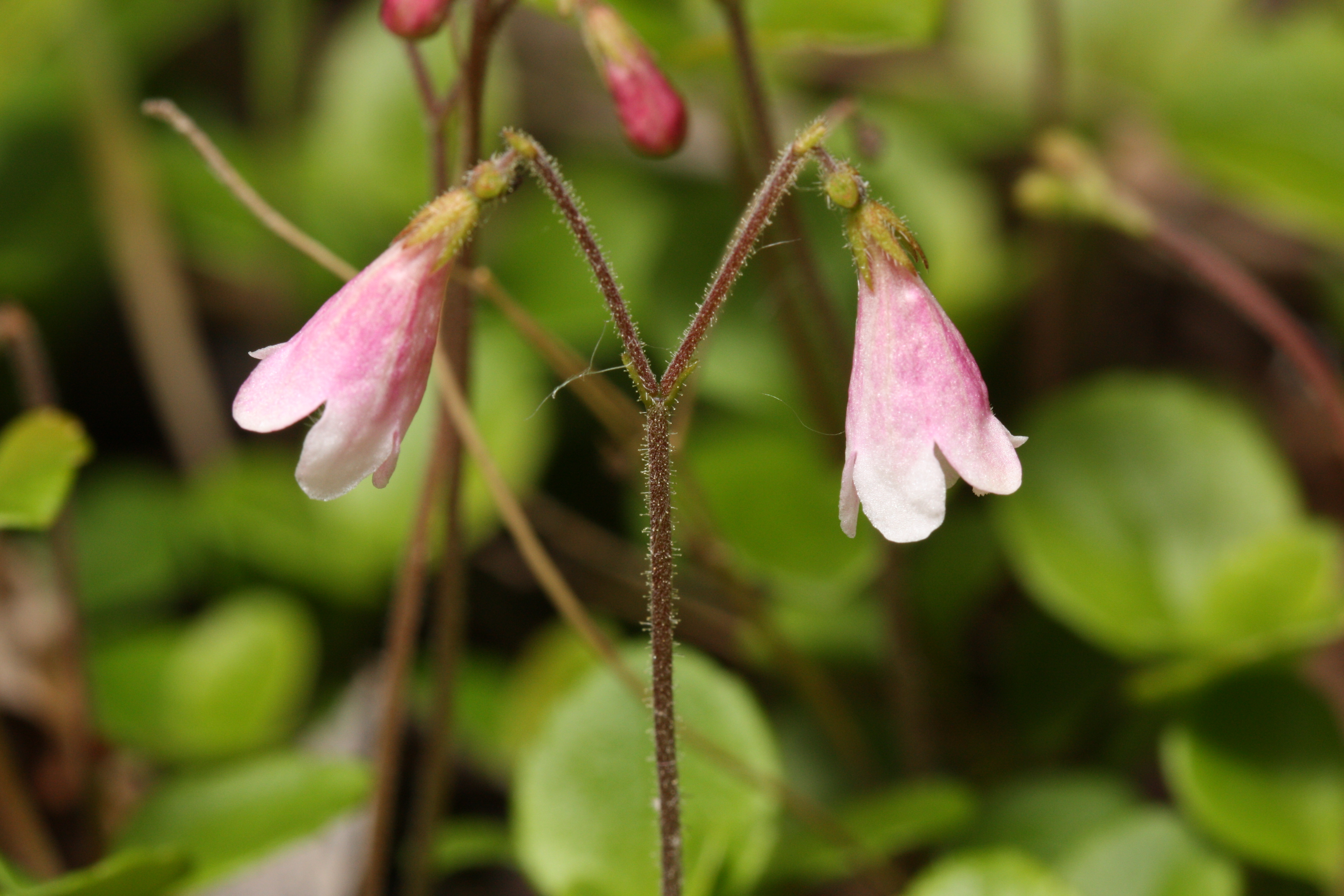
Fiori di Linnaea borealis

Riprende il nome comune svedese della Linnaea borealis: questo fiore venne classificato dal botanico Linneo, che lo battezzò così poiché era il suo preferito; in alternativa, può anche riprendere direttamente il cognome dello stesso Linneo (in latino Linnaeus, tratto dal vocabolo svedese linden, "tiglio").
È usato anche nei paesi anglofoni dagli inizi del XX secolo.

## Onomastico
Il nome è adespota, cioè non è portato da alcuna santa, quindi l'onomastico ricade il 1º novembre ad Ognissanti.

## Persone
- Linnea Dale, cantante norvegese

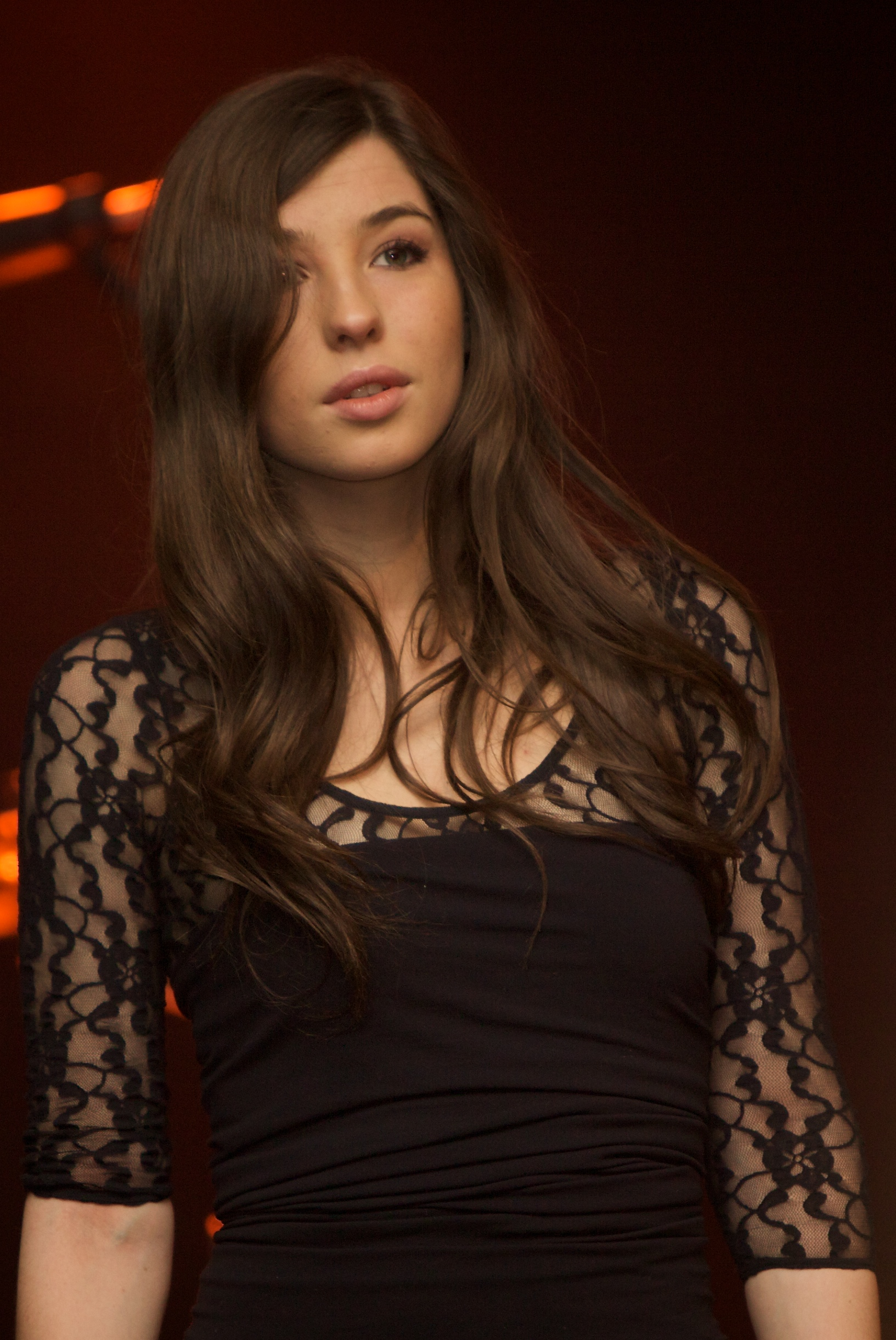
Linnea Dale

- Linnea Liljegärd, calciatrice svedese
- Linnea Quigley, attrice, produttrice cinematografica, compositrice, chitarrista, cantante e modella statunitense

### Variante Linn
- Linn Berggren, cantante svedese
- Linn Persson, biatleta svedese
- Linn Sömskar, fondista svedese
- Linn Svahn, fondista svedese
- Linn Ullmann, giornalista e scrittrice norvegese

## Il nome nelle arti
- Linnea è un personaggio del film del 1948 La prigione, diretto da Ingmar Bergman.
- Linnea Ravaska è un personaggio del romanzo di Arto Paasilinna I veleni della dolce Linnea.